# GAM (音楽ユニット)
GAM（ギャム）は、ハロー!プロジェクトの松浦亜弥と藤本美貴による女性歌手デュオ、女性アイドルユニット。

## 概要
- 2006年6月15日、松浦・藤本のソロおよびユニット活動のプロデュースを手掛けていたつんく♂（シャ乱Q）が、公式サイトで結成を発表。複数枚（3枚）のシングルおよびオリジナルアルバムのリリース、ユニット単独でのコンサートツアーの開催など、ハロー!プロジェクトのスペシャルユニットとしては異例の積極的な活動をおよそ1年にわたって展開した。
- ユニット名の「GAM」は、「Great Aya×Miki」を省略した造語である。つんく♂によれば、GAMには英語スラングで「足の綺麗な女の人」という意味があることから、「『綺麗な素敵な脚』と歌で魅了させるユニットを目指す」という意味も込めているという[1]。
- 2006年12月31日の第57回NHK紅白歌合戦（NHK総合・ラジオ第1）に、「GAM&モーニング娘。」というスペシャルユニットで、当時藤本が所属していたモーニング娘。と共に出場した。GAMとしては初めての出場だったが、松浦はソロとDEF.DIVA、藤本はソロとモーニング娘。として過去に出場していたことから、2人は史上4・5人目（女性では2・3人目）の「別名義による通算3度目の初出場」を達成した。
- 2007年には、東北楽天ゴールデンイーグルスの公式応援歌「ダイスキ楽天イーグルス」を発表。同年4月1日には、クリネックススタジアム宮城で開催の楽天対オリックス・バファローズ戦で、松浦・藤本揃っての始球式が実現した。なお、「ダイスキ楽天イーグルス」のCDの販売ルートは、同球団の（Web販売サイトを含む）オフィシャルショップおよびハロー!プロジェクトオフィシャルショップにほぼ限られていた。
- 2007年7月3日に「GAM 1stコンサートツアー2007初夏〜グレイト亜弥&美貴〜」を終了して以降は、GAMとしての活動を事実上休止。松浦がソロ活動のかたわら子宮内膜症で療養する一方で、藤本はソロ活動を幅広く展開しながら「ドリーム　モーニング娘。」にも参加していた。
- 2013年12月31日から2014年1月1日にかけて中野サンプラザで開かれたハロー!プロジェクト初の年越しイベント「Hello!Project COUNTDOWN PARTY 2013 ～ GOOD BYE & HELLO! ～」で、GAMとしては約6年半振りに公の場で楽曲を披露。イベント中のトークでは、松浦が「今は人妻（である松浦）と子持ち（である藤本）ですね」[2]という表現で近況を紹介したのに対して、藤本は「いつでも（活動）できるように、解散はしていない」としてGAMの活動再開に含みを持たせている[3]。
- 2025年2月23日、過去にリリースした楽曲を翌24日より各サブスクリプション型（定額制）音楽ストリーミングサービスで配信開始することを発表[4]。

## 音楽

### CD

#### シングル
1. Thanks!（2006年9月13日 HKCN-50037）
  - 週間 5位
  - 映画「スケバン刑事 コードネーム=麻宮サキ」主題歌
  - カップリング：蜃気楼ロマンス（「スケバン刑事 コードネーム=麻宮サキ」挿入歌）
2. メロディーズ（2006年10月18日）DVD付き初回生産限定盤：HKCN-50040〜1、通常盤：HKCN-50042
  - 週間 8位
  - カップリング：メロディーズ(Piano Version)
3. LU LU LU（2007年3月21日）DVD付き初回生産限定版：HKCN-50046〜7、通常盤：HKCN-50048
  - 週間 10位
  - カップリング：FAMILY

インディーズ
1. ダイスキ楽天イーグルス（2007年3月24日）プロ野球 東北楽天ゴールデンイーグルス 2007年公式応援歌
  - 楽天イーグルス オフィシャルストア、及びハロー!プロジェクトオフィシャルショップのみで発売。

#### アルバム
1. 1st GAM〜甘い誘惑〜（2007年5月23日）DVD付き初回生産限定版：HKCN-50053〜4、通常版：HKCN-50055

#### その他参加作品
1. プッチベスト8（2007年12月12日）熱い魂を収録。
2. ハロー!プロジェクト スペシャルユニット メガベスト（2008年12月10日）

### DVD

#### シングルV
1. Thanks!（2006年9月20日 HKBN-50073）
2. メロディーズ（2006年11月15日 HKBN-50074）
3. LU LU LU（2007年3月28日 HKCN-50080）

#### コンサート
1. GAM 1stコンサートツアー2007初夏〜グレイト亜弥&美貴〜（2007年8月29日 HKBN-50088）

## 出演

### NHK紅白歌合戦出場歴
| 年度/放送回               | 回 | 曲目                                       | 出演順 | 対戦相手   | 備考                             |
| ------------------------- | -- | ------------------------------------------ | ------ | ---------- | -------------------------------- |
| 2006年（平成18年）/第57回 | 初 | Thanks! 歩いてる 2006 Ambitious バージョン | 05/27  | Aqua Timez | 「GAM&モーニング娘。」名義で出演 |

注意点
- 出演順は「出演順/出場者数」で表す。

### ラジオ
- GAMラヂオ。（2006年9月13日 - 27日、パケラジにて配信）

### コンサート

#### 単独コンサート
- GAM 1stコンサートツアー2007初夏〜グレイト亜弥&美貴〜（2007年5月26日 - 7月3日、7都市19公演）

#### 合同コンサート
- Hello! Project 2007 Winter 〜集結! 10th Anniversary〜（2007年1月27日・28日、横浜アリーナ）
- Hello! Project COUNTDOWN PARTY 2013 〜GOOD BYE & HELLO!〜（2013年12月31日 - 2014年1月1日、中野サンプラザ）

### イベント
- GREAT HAWAIIAN TOUR with GAM～まだ夏は終わらない。終わらせない～（2007年9月6日 - 12日、ハワイ）